# Sommergibile tascabile

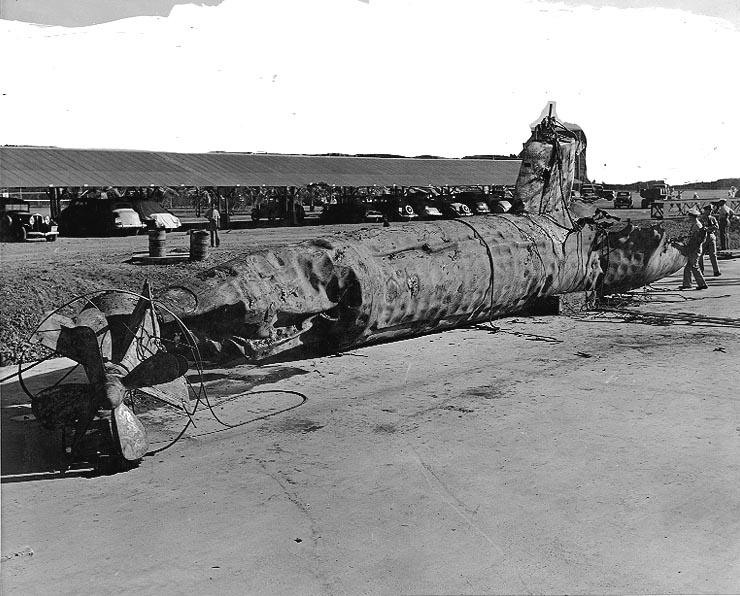
Uno dei sommergibili tascabili giapponesi usati durante l'attacco di Pearl Harbor, questo venne affondato e poi recuperato dalle forze statunitensi.

Un sommergibile tascabile, o minisommergibile, è un'imbarcazione sommergibile di piccole dimensioni adatta a contenere un equipaggio estremamente ridotto (2-3 persone).
I sommergibili tascabili furono una delle armi più efficaci del XX secolo; i primi esempi di imbarcazioni di questo genere possono comunque essere fatti risalire al 1776.
All'inizio del XX secolo tutti i sommergibili avevano dimensioni ridotte ma, con l'aumentare del loro dislocamento, emerse la necessità di realizzare anche unità piccole in grado di penetrare le difese del porto e attaccare le navi al suo interno.
Questa prima necessità si è poi ampliata in una serie di altri ruoli possibili e l'esperienza con i sommergibili tascabili o minisommergibili ha dimostrato che unità di questo tipo potevano svolgere operazioni di considerevole importanza strategica e dare risultati notevoli, nonostante le loro dimensioni ridotte e il loro costo contenuto.

## Storia
Durante la seconda guerra mondiale le principali Marine militari, fatta eccezione per quelle degli USA, della Francia e dell'URSS, hanno fatto uso di sommergibili tascabili oppure di sommozzatori d'assalto appositamente addestrati.
L'assenza della Francia in questo settore si spiega facilmente: la sua capitolazione nel giugno 1940 la pose al di fuori del conflitto. 
Gli Stati Uniti possedevano forze convenzionali in abbondanza e di conseguenza non ebbero bisogno di ricorrere a questa forma di guerra.
Sorprende, invece l'assenza dell'Unione Sovietica da questo settore operativo, data l'attività pionieristica degli ingegneri russi nello sviluppo del sommergibile.

## Tipo di minisommergibile

### Italia

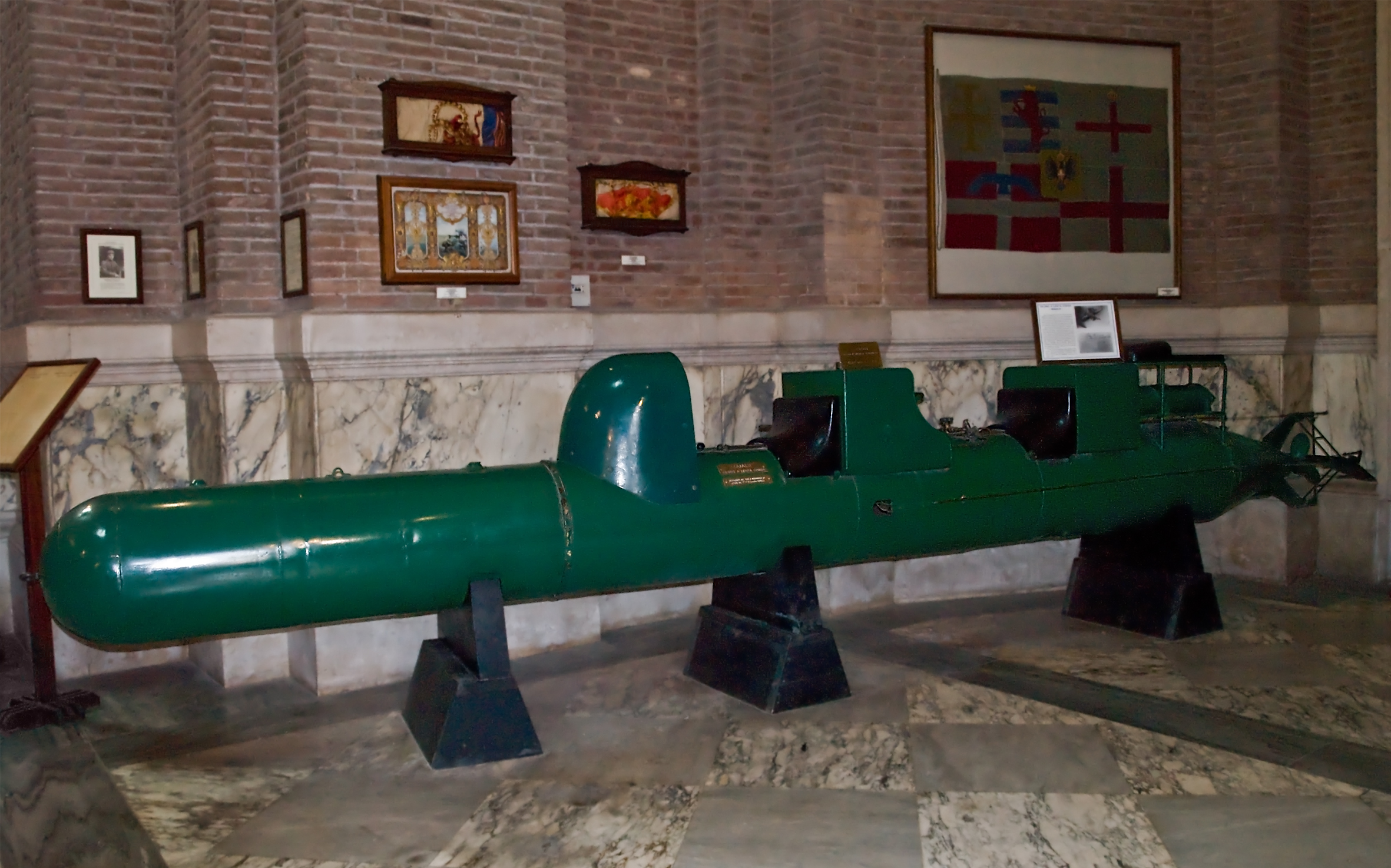
Un Siluro a Lenta Corsa (conosciuto anche come "Maiale"), esempio di sommergibile tascabile italiano.

I sommergibili speciali italiani erano di vario modello, con dimensioni che variavano dagli SLC (Maiali) ai CM, quasi dei sommergibili. I CB italiani, molto impiegati, ottennero qualche successo sul Mar Nero, ma erano assai lenti e con una struttura talmente minuscola che avevano i due siluri sui fianchi dello scafo, assai tozzo.
- siluro a lenta corsa o maiale
- siluro San Bartolomeo
- Caproni CB
- Caproni CA

### Giappone
- Ko-Hyoteki
- Kaiten
- Kairyu

### Gran Bretagna
- Chariot - Gran Bretagna
- Chariot II - Gran Bretagna
- Classe X - Gran Bretagna
- Welman - Gran Bretagna

### Germania
Tra i minisommergibili tedeschi erano presenti unità speciali di vario tipo, come i Neger, i Marder, il Biber. Quest'ultimo era un mezzo con 240 km di autonomia e 2 siluri, mentre il Neger era una sorta di siluro con un pilota dentro, praticamente al posto della testata, e con un cupolino di visione per il pilota, con sotto un altro siluro, da lanciare a distanza ravvicinata sul bersaglio. In pratica la cosa raramente funzionò, anche perché il minisommergibile doveva viaggiare a pelo d'acqua, non avendo periscopi.
Un mezzo simile era il giapponese Kaiten, con un calibro di 610 mm derivato dal 'Long Lance' giapponese, con una struttura abbastanza grande per ospitare sia l'operatore che la testata davanti.
- Neger - Germania
- Molch -Germania
- Biber - Germania
- Seehund - Germania
- Seeteufel - Germania

### USA
- Turtle - USA
- X1 - USA

### Croazia
- Soca - Croazia